# Tooth & Nail Records
Tooth & Nail Records — лейбл звукозаписи, основанный Брэндоном Иблом в Калифорнии в ноябре 1993 года. Впоследствии компания переехала в Сиэтл, где она работает и в настоящее время. Лейбл известен по работе с такими рок- и метал-исполнителями как Underoath, The Devil Wears Prada, MxPx, Emery, Norma Jean, Demon Hunter, FM Static, Anberlin и рядом других.

## Обзор
8 альбомов, выпущенных под Tooth & Nail, получили золотой статус. Одним из наиболее успешных релизов лейбла стал альбом группы Underoath - Define the Great Line, занявший вторую строчку в Billboard 200 в 2006 году.
Издание NPR отметило, что Tooth & Nail изменило индустрию христианского рока, дав толчок карьере MxPx, The O.C. Supertones и Underoath.

## Выпущенные альбомы
| Исполнитель       | Название                    | Дата выпуска      |
| ----------------- | --------------------------- | ----------------- |
| Focused           | Bow                         | 23 февраля, 1994  |
| Starflyer 59      | Starflyer 59 (Silver)       | 3 марта, 1994     |
| The Crucified     | The Crucified               | 29 марта, 1994    |
| Plankeye          | Spill                       | 15 апреля, 1994   |
| Unashamed         | Silence                     | 7 июня, 1994      |
| The Blamed        | 21                          | 4 июля, 1994      |
| Everdown          | Straining                   | 4 июля, 1994      |
| Blenderhead       | Prime Candidate For Burnout | 16 сентября, 1994 |
| MxPx              | Pokinatcha                  | 4 октября, 1994   |
| Havalina Rail Co. | Havalina Rail Co.           | 26 октября, 1994  |
| Starflyer 59      | She's the Queen EP          | 4 ноября, 1994    |
| Joy Electric      | Melody                      | 18 ноября, 1994   |
| Ninety Pound Wuss | Ninety Pound Wuss           | 18 ноября, 1994   |
| The Blamed        | Frail                       | 25 января, 1995   |
| Luxury            | Amazing & Thank You         | 27 января, 1995   |
| Plankeye          | The Spark                   | 10 марта, 1995    |